# 鄭昕哲
鄭昕哲（1996年4月15日—），生於中華民國台北縣，中華民國電影導演、編劇、電影製作人、攝影指導，主要導演作品包括《落日餘灰》（2018年）、《失序正義》（2022年）。

## 影片年表

### 導演
- 2018年：《落日餘灰》
- 2022年：《失序正義》[5][6][7]